# Ambato (canton)
Ambato est un canton d'Équateur situé dans la province de Tungurahua.